# Canal+ Horizons Tunisie
Canal+ Horizons Tunisie (arabe : قناة الأفق) est la déclinaison tunisienne d'une chaîne de télévision diffusée à l'origine sous le nom de Canal Horizons, puis rebaptisée Canal+ Horizons. 
Serge Adda en est le PDG de 1997 à 2001, après avoir été directeur général de la chaîne dès le début des années 1990 sous la présidence de Catherine Tasca. C'est lui qui préside au démarrage des émissions terrestres en Tunisie en 1992.
En dehors des films et des émissions de Canal+, la version tunisienne propose un décrochage national en clair de trois heures quotidiennes (7 h-8 h, 13 h-14 h, 18 h 30-19 h 30) à partir de son siège de Gammarth. Des émissions à succès comme Chams Alik, Sports Horizons et Ciné-Horizons sont proposées.
L'arrivée de la chaîne en Tunisie révolutionne le paysage audiovisuel. Le succès est fulgurant, avec un pic de 65 000 abonnés au milieu des années 1990, avant l'arrivée du piratage et de la concurrence des télévisions par satellite. Ce phénomène conduit à la cessation de la diffusion le 16 octobre 2001, marquant ainsi la fin de la diffusion hertzienne en Tunisie. Son canal reste inutilisé jusqu'au démarrage des émissions hertziennes de la chaîne Hannibal TV.
Canal+ Horizons était détenue à 80 % par le groupe Canal+, les 20 % restants étant répartis entre la Société financière de radiodiffusion, la Société générale, Banexi et Proparco.

## Animateurs
Parmi les animateurs tunisiens révélés par la chaîne figurent :
- Nejib Belkadhi ;
- Karim Ben Amor ;
- Hatem Ben Emna ;
- Moez Ben Gharbia ;
- Hédi Essid ;
- Mondher Jebeniani ;
- Ramzy Malouki (correspondant à Hollywood) ;
- Mourad Zeghidi.